# Chrysosoma tricrinitum
Chrysosoma tricrinitum är en tvåvingeart som beskrevs av Octave Parent 1933. Chrysosoma tricrinitum ingår i släktet Chrysosoma och familjen styltflugor. Inga underarter finns listade i Catalogue of Life.